# (14274) Landstreet
(14274) Landstreet est un astéroïde de la ceinture principale.

## Description
(14274) Landstreet est un astéroïde de la ceinture principale. Il fut découvert le 29 janvier 2000 à Kitt Peak par le projet Spacewatch. Il présente une orbite caractérisée par un demi-grand axe de 3,18 UA, une excentricité de 0,13 et une inclinaison de 16,7° par rapport à l'écliptique.

## Compléments